# Улица Тилта (Рига)
Улица Ти́лта (латыш. Tilta iela — в переводе Мостовая улица) — улица городского значения в Северном районе города Риги, в историческом районе Саркандаугава. Пролегает в северо-восточном направлении, от развязки с улицами Дунтес, Твайка и Ганибу дамбис до железнодорожной линии Рига — Скулте (по другим сведениям — до перекрёстка с проспектом Виестура), продолжаясь далее как проспект Межа.
Участок от железнодорожного переезда до поворота на проспект Виестура некоторые источники относят к улице Тилта, хотя застройка этого отрезка по обеим сторонам улицы имеет адреса по проспекту Межа.

## История
Улица Тилта (рус. Мостовая улица, нем. Brückenstrasse) известна с 1861 года. Она начиналась от моста через проток Саркандаугаву (на то время — наплавного) и первоначально доходила только до Александровской улицы (ныне ул. Аптиекас). С постройкой в 1872 году Милгравской железнодорожной линии, улица Тилта была продлена до железной дороги, а в 1920-е годы соединена с проспектом Межа.
К началу XX века район улицы Тилта играл роль общественного центра Саркандаугавы (Красной Двины): здесь располагались каменные доходные дома и крупнейшие магазины района.

## Транспорт
На всём протяжении улица Тилта имеет асфальтовое покрытие. Движение по улице двустороннее. Переезд через железнодорожную линию оборудован шлагбаумом. Общая длина улицы составляет 635 метров.
По улице проходят маршруты автобуса № 2, 11 и 24, а также троллейбус № 3. С 1948 года в конце улицы Тилта расположена конечная остановка троллейбуса «Саркандаугава». На участке от начала улицы Тилта до поворота на улицу Саркандаугавас проходит двухпутная трамвайная линия, на которой имеется остановка «Tilta iela».
В транспортном отношении улица Тилта — одна из наиболее загруженных улиц своего района, она является частью государственной региональной автодороги P1.

## Застройка
- По адресу ул. Тилта, 1 ранее располагался типовой кинотеатр «Аврора» (1967, зал на 420 мест)[6]. Пустующее аварийное здание кинотеатра снесено в 2021, на его месте построен супермаркет «Mego» (открыт в 2023 году).
- Дом № 2/4 — бывший доходный дом с магазинами (1930).
- Дом № 5 — бывший доходный дом Надзиньша (1911—1912, архитектор Я. Алкснис) — памятник архитектуры местного значения[7].
- Дом № 6/8 — бывший доходный дом Якова Карклиня с магазинами (1912).
- Дом № 11 (3 корпуса) — построен в 1962 г. по типовому проекту в составе жилого массива для работников Латвийского морского пароходства.
- Дом № 12 — бывший доходный дом В. Добкевича с магазинами (1899, архитектор Оскар Бар).
- Дом № 20 — бывший доходный дом Рутенберга (1897, архитектор Эдмунд фон Тромповский).
- Дом № 32 — бывшее здание общества взаимопомощи «Pavasaris» («Весна»), построенное в 1888 году по проекту К. Пекшенса — памятник архитектуры местного значения[8]. В здании регулярно проводились спектакли, вечера и другие культурные мероприятия. На 1897 год общество «Pavasaris» насчитывало более 2700 членов. После включения Латвии в состав СССР, в 1940 году общество было ликвидировано[9]. Здание капитально перепланировано в 1956 г., в 1957 здесь открылся дом культуры «Draudzība», в 1964 первым в Латвийской ССР удостоенный звания «Дом культуры образцовой работы»[10]. Широкая культурная работа продолжалась и после восстановления независимости Латвии, но в 2009 году, во время кризиса, Дом культуры как организация был ликвидирован по финансовым причинам[9]. По состоянию на 2022 год, здание используется как торгово-офисный центр с прежним названием «Draudzība».

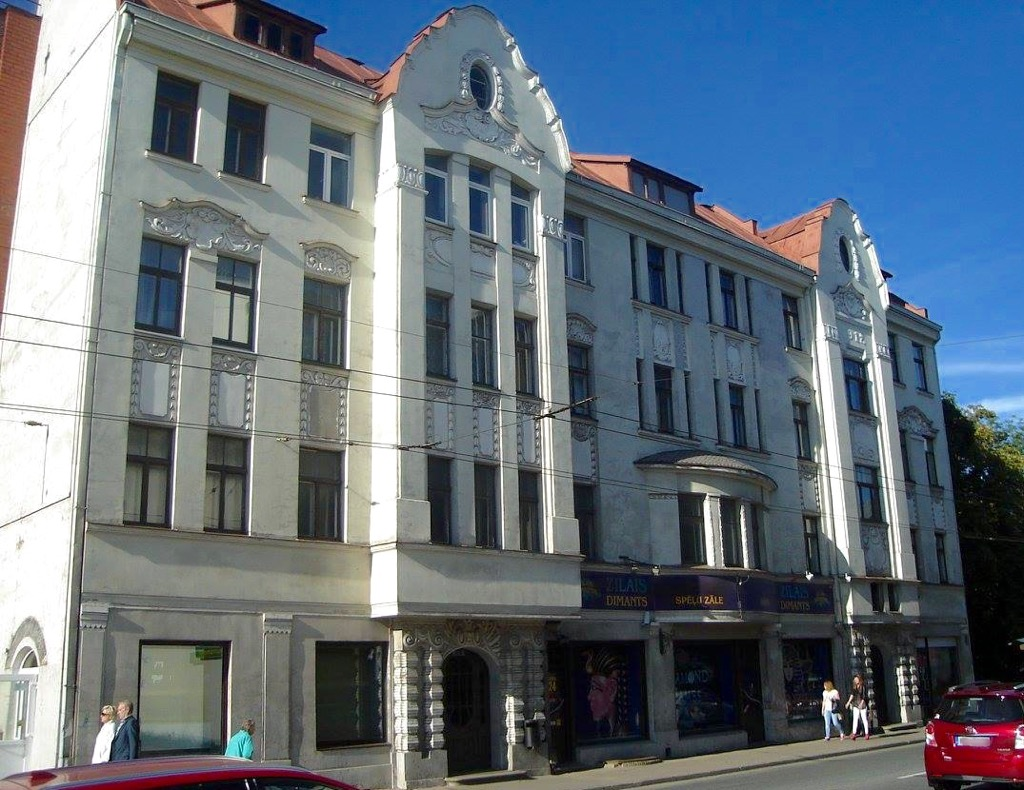
Дом № 5
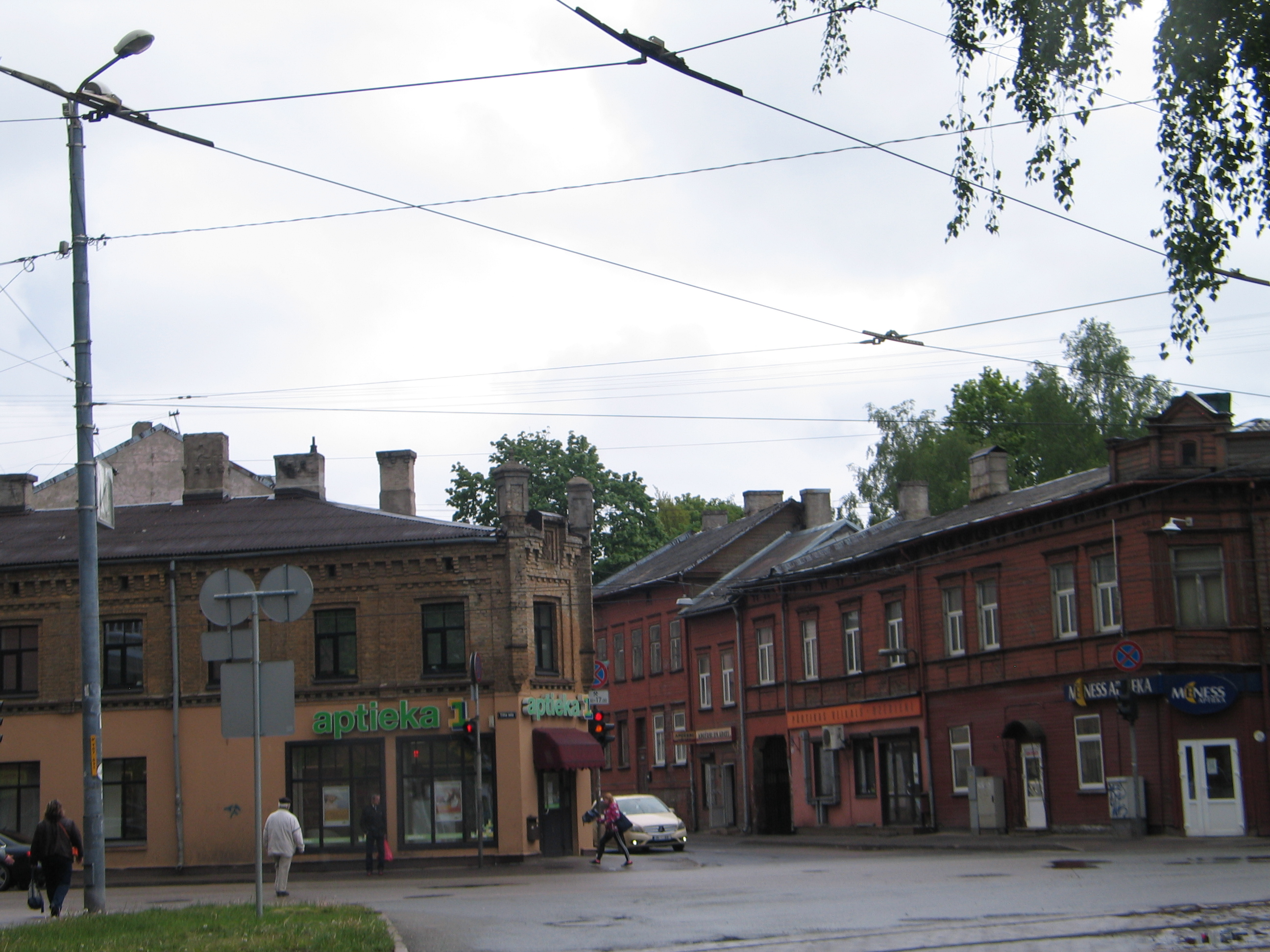
Перекрёсток с ул. Патверсмес
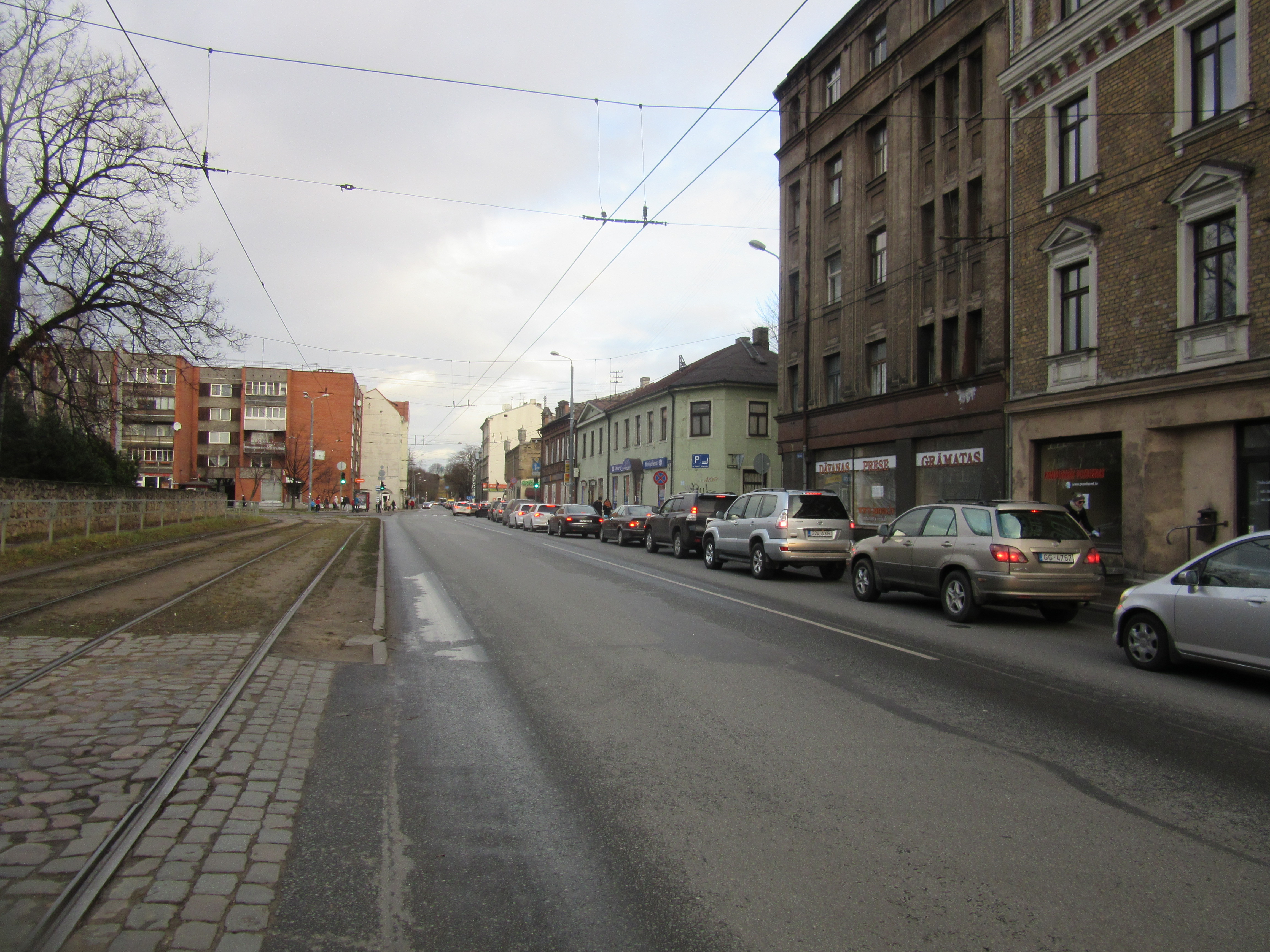
Вид вдоль улицы
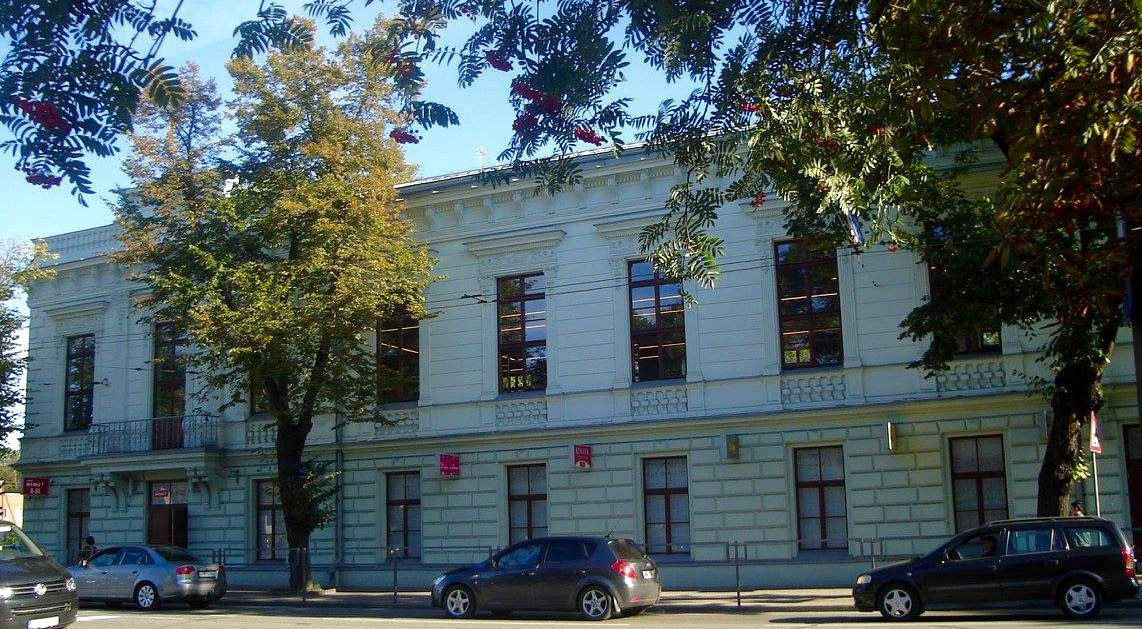
Дом № 32

## Прилегающие улицы
Улица Тилта пересекается со следующими улицами:
- Ганибу дамбис
- улица Твайка
- улица Дунтес
- улица Алекша
- улица Аптиекас
- улица Приежу
- улица Патверсмес
- улица Саркандаугавас
- улица Слиежу
- улица Несаулес
- проспект Виестура